# Coby White
Alec Jacoby "Coby" White, född 16 februari 2000 i Goldsboro i North Carolina, är en amerikansk professionell basketspelare (PG) som spelar för Chicago Bulls i National Basketball Association (NBA).
Han draftades av Chicago Bulls i första rundan i 2019 års draft som sjunde spelare totalt.
Innan White blev proffs studerade han vid University of North Carolina at Chapel Hill och spelade för deras idrottsförening North Carolina Tar Heels.